# Coussarea strigosipes
Coussarea strigosipes är en måreväxtart som beskrevs av Johannes Müller Argoviensis. Coussarea strigosipes ingår i släktet Coussarea och familjen måreväxter. Inga underarter finns listade i Catalogue of Life.